# 草酸钡
草酸钡是一个稳定的钡的草酸盐，为白色、无味的粉末，难溶于水，对皮肤有轻微刺激。